# Robert Hartig

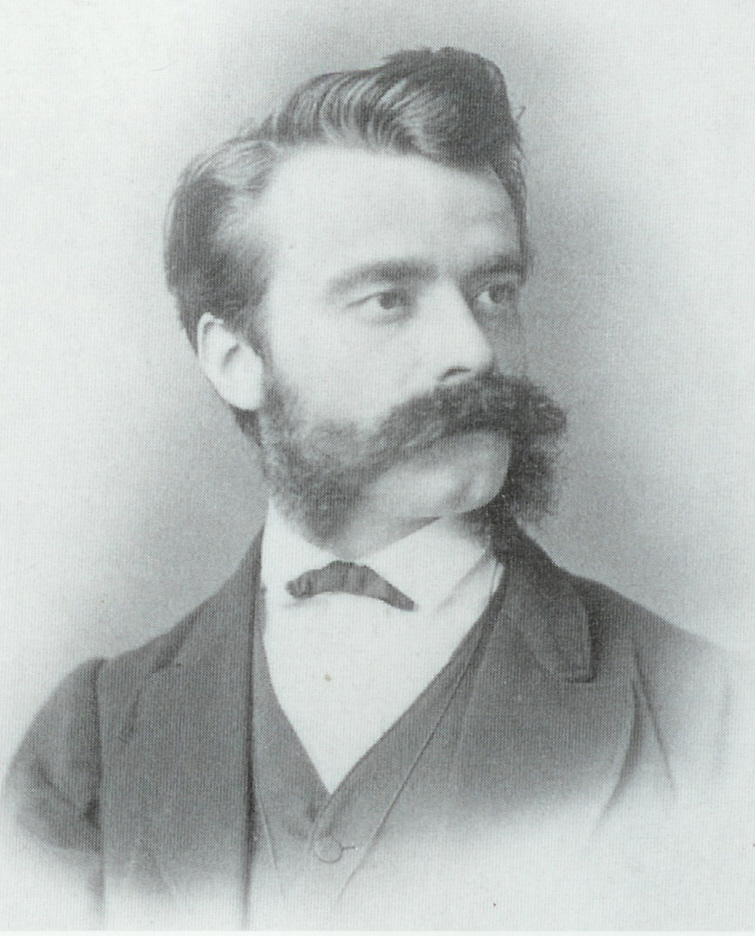
Robert Hartig.

Heinrich Julius Adolph Robert Hartig, född 30 maj 1839 i Braunschweig, död 9 oktober 1901 i München, var en tysk skogsman och botaniker; son till Theodor Hartig. Han var anställd i braunschweigsk, hannoversk och preussisk forsttjänst och blev därefter professor i botanik vid Münchens universitet.